# Kees Krijgh (1921–2007)
Kees Krijgh, właśc. Cornelis Krijgh (ur. 28 sierpnia 1921 w ’s-Hertogenbosch, zm. 15 czerwca 2007 tamże) – holenderski piłkarz grający na pozycji pomocnika. W swojej karierze rozegrał 3 mecze w reprezentacji Holandii. Jego bratanek, Kees Krijgh także był piłkarzem i reprezentantem kraju.

## Kariera klubowa
Całą swoją karierę piłkarską Krijgh spędził w klubie BVV ’s-Hertogenbosch. Grał w nim od 1940 do 1952 roku.

## Kariera reprezentacyjna
W reprezentacji Holandii Krijgh zadebiutował 26 lipca 1948 roku w wygranym 3:1 meczu igrzysk olimpijskich w Londynie z Irlandią, rozegranym w Portsmouth. Od 1948 do 1950 roku rozegrał w kadrze narodowej 3 mecze.